# Kostas Awramis
Kostas Awramis, gr. Κώστας Αβράμης – grecki zapaśnik walczący w stylu wolnym. Zajął dziesiąte miejsce na mistrzostwach świata w 1989 i piętnaste w 1987. Piąty na mistrzostwach Europy w 1991 a szósty w 1987 i 1989. Srebrny medalista igrzysk śródziemnomorskich w 1991 i brązowy w 1987 roku.